# Barbara Pierreová
Barbara Pierreová (* 28. dubna 1987 Port-au-Prince, Haiti) je americká atletka, sprinterka, halová mistryně světa v běhu na 60 metrů z roku 2016.

## Sportovní kariéra
Původně reprezentovala Haiti, na olympiádě v Pekingu v roce 2008 postoupila do čtvrtfinále běhu na 100 metrů. V březnu 2016 se stala halovou mistryní světa v běhu na 60 metrů.

## Osobní rekordy
Hala
- 60 m – 7,00 s (2016)

Dráha
- 100 m – 10,85 s (2013)